# Heinrich Schmelka

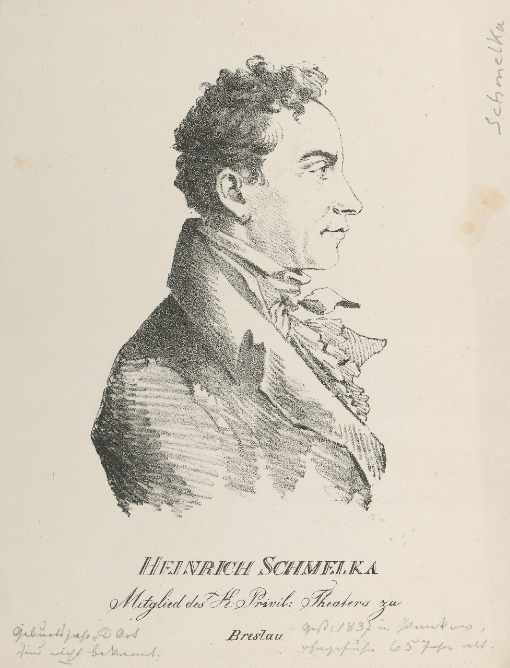
Heinrich Ludwig Schmelka (1821)

Heinrich Ludwig Schmelka (* 1. Dezember 1777 in Schwedt; † 27. April 1837 in Pankow bei Berlin) war ein deutscher Theaterschauspieler, vor allem komischer Rollen, gelegentlich auch Sänger (Tenor).

## Leben
Schmelka stammt nach eigenen Angaben von einer adeligen Familie ab, die nach anfänglichem Wohlstand verarmte, wodurch sich im Laufe seiner Jugend seine Lebenssituation verschlechterte.
Seine Laufbahn begann er als Gaukler, er befreite sich jedoch bald von dieser niederen Gattung des Komödiantenwesens.
Er debütierte am Stadttheater in Riga, später war er in Prag und Breslau engagiert, bis er 1824 an das Königsstädtische Theater in Berlin kam. Dort spielte er etwa in Stücken von Adolf Bäuerle, Ferdinand Raimund, Karl von Holtei u. a. Seine Kollegen waren Friedrich Beckmann, Ernst Ludwig Plock, Philipp Grobecker, Josef Spitzeder und Eduard Karl Rösicke. Wie damals bei Schauspielern üblich, betätigte er sich auch als Sänger in Singspielen. Eine Karikatur von 1792 zeigt ihn etwa in einer „Operette“ von Karl Ditters von Dittersdorf.